# Messy (Rosé)
Messy è un singolo della cantautrice neozelandese-sudcoreana Rosé, pubblicato l'8 maggio 2025 come secondo estratto dalla colonna sonora F1 the Album.

## Video musicale
Il video, diretto da Colin Tilley, è stato reso disponibile attraverso il canale YouTube dell'artista l'8 maggio 2025.

## Formazione
- Rosé – voce
- Burns – produzione
- Lostboy – produzione
- Manny Marroquin – missaggio
- Anthony Vilchis – assistenza al missaggio
- Trey Station – assistenza al missaggio
- Zach Pereyra – assistenza al missaggio
- Randy Merrill – mastering

## Classifiche
| Classifica (2025) | Posizione massima |
| ----------------- | ----------------- |
| Canada            | 71                |
| Corea del Sud     | 99                |
| Hong Kong         | 5                 |
| Malaysia          | 3                 |
| Regno Unito       | 100               |
| Singapore         | 6                 |
| Stati Uniti       | 109               |
| Taiwan            | 2                 |
| Vietnam           | 4                 |

## Date di pubblicazione
| Paese  | Data           | Formato                      | Etichetta       | Nota   |
| ------ | -------------- | ---------------------------- | --------------- | ------ |
| Mondo  | 8 maggio 2025  | Download digitale, streaming | Atlantic, Apple | [ 9 ]  |
| Italia | 16 maggio 2025 | Contemporary hit radio       | Warner Italy    | [ 10 ] |